# تاریخچه سازمان غذا و دارو
این مقاله در مورد تاریخچه اداره غذا و داروی ایالات متحده FDA است.

## تاریخچه FDA

### منشأ تنظیم غذا و داروی فدرال
تا قرن بیستم، قوانین اندکی در ایالات متحده وجود داشت که، به استثنای یک مورد، قانون کوتاه مدت واکسن در سال ۱۸۱۳ میلادی، محتویات و فروش مواد غذایی و دارویی تولید داخلی را تنظیم کند. مجموعه‌ای از قوانین ایالتی درجه‌های مختلفی از محافظت را در برابر شیوه‌های فروش غیراخلاقی مانند ارائه نادرست مواد تشکیل‌دهنده محصولات غذایی یا مواد درمانی، ارائه می‌کرد. تاریخچه FDA را می‌توان در اواخر قرن نوزدهم و بخش شیمی وزارت زراعت ایالات متحده (بعدها اداره شیمی – Bureau of Chemistry) دنبال کرد. تحت رهبری هاروی واشینگتن وایلی، که در سال ۱۸۸۳ میلادی به عنوان شیمیدان ارشد منصوب شد، بخش شیمی تحقیقاتی را در مورد تقلب و نام تجاری نادرست غذا و دارو در بازار آمریکا آغاز نمود. اگرچه آن‌ها هیچ قدرت تنظیمی نداشتند، این بخش یافته‌های خود را از سال ۱۸۸۷ تا ۱۹۰۲ میلادی در یک مجموعه ده قسمتی با عنوان غذاها و متقلبین غذایی منتشر کرد. وایلی از این یافته‌ها و اتحاد با سازمان‌های مختلف مانند تنظیم‌کننده‌های ایالتی، فدراسیون عمومی باشگاه‌های زنان و انجمن‌های ملی پزشکان و داروسازان برای لابی‌کردن به قانون جدید فدرال به منظور تعیین استانداردهای یکسان برای غذا و داروها برای ورود به تجارت بین‌ایالتی استفاده کرد. مدافع وایلی، زمانی صورت گرفت که عموم مردم در برابر خطرات بازار توسط روزنامه‌نگاران سرگین‌کاوی مانند آپتون سینکلر برانگیخته شده بودند و بخشی از روند عمومی افزایش مقررهای فدرال را در مسائل مربوط به امنیت عمومی در عصر ترقی‌خواهی شد. قانون کنترل زیستی در سال ۱۹۰۲ میلادی پس از جمع‌آوری آنتی توکسین دیفتری از اسبی به نام جیم که به تیتانوس مبتلا بود و منجر به مرگ چند تن شد، وضع گردید. مرگ بسیاری از مردم در دهه ۱۹۳۰ میلادی، از جمله مرگ «ابن بایرز» در سال ۱۹۳۲ در اثر درهنگ رادیتور و بسیاری از زنان، که برخی از آن‌ها به نام دختران رادیوم شناخته می‌شوند، سبب شد تا اداره غذا و دارو به سازمان بسیار قدرت‌مندتری که امروزه می‌شناسیم، تبدیل گردد.

### قانون غذا و داروی خالص سال ۱۹۰۶ و ایجاد FDA
در ژوئن ۱۹۰۶، رئیس‌جمهور تئودور روزولت قانون غذا و دارو را امضا کرد، که به نام مدافع اصلی آن «قانون وایلی» نیز شناخته می‌شود. این قانون، تحت مجازات توقیف کالا، حمل و نقل بین ایالتی مواد غذایی را که «آلوده به تقلب» بودند ممنوع ساخت. اصطلاح «آلوده به تقلب» به افزودن پرکننده‌های «با کیفیت یا قدرت کاهش‌یافته»، رنگ‌آمیزی برای پنهان کردن «آسیب یا کم ارزش بودن»، ترکیبات با افزودنی‌های «مضر برای سلامتی» یا استفاده از مواد «کثیف، تجزیه شده یا فاسد» اشاره دارد. این قانون مجازات‌های مشابهی را برای بازاریابی بین ایالتی داروهای «تقلبی» نیز اعمال کرد که در آن «استاندارد قدرت، کیفیت، یا خالص بودن» مواد متشکل فعال یا به وضوح روی برچسب ذکر نشده یا در داروسازی ایالات متحده یا فرمولاری ملی ذکر نشده بود. این قانون هم‌چنین «نام تجاری نادرست» غذا و دارو را ممنوع کرد. مسئولیت بررسی مواد غذایی و داروها برای چنین «تقلب» یا «نام تجاری نادرست» به دفتر شیمی USDA وایلی واگذار شده بود.
وایلی از این اختیارات، نظارتی جدید برای پی‌گیری یک اردوی تهاجمی علیه تولیدکنندگان مواد غذایی حاوی افزودنی‌های شیمیایی استفاده کرد، اما اختیارات اداره شیمی به زودی توسط تصمیم‌های قضایی و همچنین با ایجاد هیئت بازرسی غذا و دارو و هیئت داوری مشاوران متخصص علمی به عنوان سازمان‌های جداگانه در داخل وزارت کشاورزی ایالات متحده در سال‌های ۱۹۰۷ و ۱۹۰۸ میلادی مورد بررسی قرار گرفت. یک تصمیم دادگاه عالی در سال ۱۹۱۱ میلادی حکم داد که قانون سال ۱۹۰۶ در مورد ادعاهای کاذب اثربخشی درمانی اعمال نمی‌شود، که در پاسخ به آن اصلاحیه سال ۱۹۱۲، ادعاهای «کاذب و متقلبانه» در مورد «اثر معالجه یا درمان» را نیز به تعریف «نام تجاری نادرست» اضافه کرد. با این حال، دادگاه‌ها هم‌چنان با تعیین استانداردهای بالا برای اثبات قصد متقلبانه، این اختیارات را تعریف می‌کردند. در سال ۱۹۲۷ میلادی، اختیارات نظارتی اداره شیمی تحت یک ارگان جدید وزارت زراعت ایالات متحده، سازمان غذا، دارو و حشره‌کش سازمان‌دهی شد. این نام سه سال بعد به اداره غذا و دارو (FDA) تغییر یافت.

### قانون غذا، دارو و مواد آرایشی سال ۱۹۳۸
در دهه ۱۹۳۰، روزنامه‌نگاران کودکاو، سازمان‌های حمایت از مصرف‌کننده و تنظیم‌کننده‌های فدرال با انتشار فهرستی از محصولات مضر که طبق قانون ۱۹۰۶ مجاز شناخته شده بودند، از جمله نوشیدنی‌های رادیواکتیف، ریمل مژه و ابرو که باعث کوری می‌شد و «درمان‌های» فاقد ارزش برای دیابت و سل، مبارزانی را برای قدرت نظارتی قوی‌تر آغاز و راه‌اندازی کردند. قانون پیشنهادی حاصله به مدت پنج سال نتوانست از کنگره ایالات متحده عبور کند، اما در پی اعتراض عمومی در مورد تراژدی «اکسیر سولفانیل‌آماید» در سال ۱۹۳۷ میلادی، که در آن بیش از ۱۰۰ نفر پس از استفاده از داروی ترکیب شده با یک محلول سمی آزمایش نشده جان خود را از دست دادند، به سرعت به تصویب رسید. تنها راهی که FDA توانست این محصول را حتی ضبط کند، مشکل نام تجاری نادرست بود: «اکسیر» به عنوان داروی حل شده در اتانول تعریف شده بود، نه در دی‌اتیلن گلیکول استفاده شده در اکسیر سولفانیل‌آمید. استدلال می‌شود که اگر برچسب «محلول» بر آن استفاده می‌شد، این اداره نمی‌توانست کاری برای بررسی و مصادره داروهای باقی‌مانده در دست مردم انجام دهد.

## تنظیم داروهای انسانی و وسایل طبی پس از ۱۹۳۸

### اصلاحیه‌های ابتدائی FD&C:‏۱۹۳۸–۱۹۵۸
پس از تصویب قانون سال ۱۹۳۸، FDA شروع به تعیین داروهای خاص به عنوان ایمن برای استفاده فقط تحت نظارت یک متخصص طبی کرد و دسته داروهای «فقط نسخه‌ای» با «اصلاحیه دورهام-هامفری» سال ۱۹۵۱ به‌طور ایمن به قانون تبدیل شد. در حالی که آزمایش اثربخشی دارو قبل از فروش تحت قانون FD&C سال ۱۹۳۸ مجاز نبود، اصلاحات بعدی مانند اصلاح انسولین و اصلاح پنی‌سیلین، آزمایش توانایی ترکیب‌های دارویی خاص نجات‌بخش را اجباری ساخت. ‏FDA شروع به اعمال اختیارات جدید خود علیه آن‌عده تولیدکنندگان دارو کرد که نمی‌توانستند ادعاهای اثربخشی داروهای خود را ثابت کنند و دادگاه استیناف حوزه نهم ایالات متحده آمریکا در قضیه شرکت محصولات غذایی آلبرتی علیه ایالات متحده (۱۹۵۰) دریافت که تولیدکنندگان دارو نمی‌توانند صرفاً با حذف مورد استفاده یک دارو از برچسب آن، از حکم «ادعاهای درمانی نادرست» قانون ۱۹۳۸ طفره بروند. این پیشرفت‌ها قدرت گسترده‌ای را برای FDA برای اجرای فراخوان پس از فروش داروهای بی‌اثر تسجیل کرد. بیشتر توجهات تنظیماتی FDA در این دوره معطوف به سوء استفاده از آمفتامین‌ها و باربیتورات‌ها بود، اما این اداره همچنین حدود ۱۳۰۰۰ کاربرد داروی جدید را بین سال‌های ۱۹۳۸ و ۱۹۶۲ میلادی بررسی کرد. در حالی که علم سم‌شناسی در آغاز این دوره در مراحل اولیه خود قرار داشت، به سرعت پیشرفت‌های در سنجش‌های تجربی برای آزمایش افزودنی‌های غذایی و ایمنی داروها در این دوره توسط تنظیم‌کنندگان FDA و دیگران انجام شد.
FDA در سال ۱۹۴۰ میلادی از وزارت کشاورزی به اداره امنیت فدرال منتقل گردید و زمانی که در سال ۱۹۵۳ جانشین آن وزارت صحت، آموزش و رفاه تأسیس شد، بخشی از آن باقی ماند.